# Erste Belagerung von Jinju
Die Erste Belagerung von Jinju bzw. Erste Schlacht um Jinju (koreanisch: 진주전투, RR: Jinju-jeontu) fand vom 5. bis 11. Oktober 1592 während des Imjin-Krieges (1592–1598) statt. Sie war eine der bedeutendsten Verteidigungsschlachten Koreas gegen die japanische Invasion. Die Festung Jinju (진주성) spielte eine große strategische Rolle, da sie eine zentrale Verteidigungsstellung der Provinz Gyeongsang-do war und den Zugang in den unbesetzten Südwesten Koreas schützte. Die japanische Armee erkannte ihre Bedeutung und plante einen Angriff, um die Region unter ihre Kontrolle zu bringen. Ihre erfolgreiche Verteidigung verhinderte den japanischen Vormarsch in die Provinz Jeolla-do, aus der einige Monate später der koreanische Gegenangriff starten sollte.

## Hintergrund
Im Sommer 1592 hatten die japanischen Streitkräfte bereits weite Teile Koreas erobert, darunter die Hauptstadt Hanseong (heutiges Seoul).
Die Festung von Jinju war von entscheidender Bedeutung, da sie den Zugang nach Honam schützte, eine der letzten unbesetzten Regionen Koreas, aus der auch die Seestreitkräfte Joseons, geführt von Yi Sun-sin, operierten und in der sich die verbliebenen Joseon-Landstreitkräfte neu formierten. Die japanischen Befehlshaber Hasegawa Hidekazu (長谷川秀一) und Nagaoka Tadaoki (長岡忠興) führten eine Streitmacht von 30.000 Soldaten an. Am 24. September 1592 marschierten sie von ihrem Sammelpunkt in Gimhae los und bewegten sich über Nohyeon, Changwon und Haman. Die Armee teilte sich dann in zwei Gruppen. Ihr Ziel war es, Jinju strategisch einzukreisen und zu belagern. Als Kim Seong-il, der Inspektor von Gyeongsang-Udo, von der nahenden japanischen Armee erfuhr, forderte er in ganz Korea Verstärkung an. Allerdings war die Garnison in Jinju zu diesem Zeitpunkt unterbesetzt. Kim Si-min, der Gouverneur (목사) von Jinju, kommandierte etwa 3700 Soldaten und wurde von Yi Gwang-ak, dem Landrat von Gonyang, mit etwa 100 zusätzlichen Soldaten verstärkt. Trotz der zahlenmäßigen Unterlegenheit bereitete sich die Festung auf die Verteidigung vor. Die Burg Jinju bestand aus einer Zitadelle, umringt von einer Außenmauer mit einem Umfang von jeweils 1,76 und 4 Kilometern. Die Verteidiger besaßen Mörser, Kanonen und zusätzlich etwa 170 zuvor erworbene Arkebusen. Koreanische Kanonen zu dieser Zeit verwendeten sogenannte Daejanggunjeon (대장군전, 大將軍箭), massive, pfeilartige Projektile aus Holz mit einer Eisen- bzw. Stahlspitze und Stabilisierungsflügeln (ähnlich Federn an einem Pfeil) als Munition.

## Verlauf
Am 5. Oktober 1592 erreichten etwa 1000 japanische Kavalleristen die Umgebung östlich von Jinju. Kim Seong-il mobilisierte die gesamte Bevölkerung, einschließlich Frauen und älterer Männer, um die Verteidigung der Stadt zu unterstützen. Zivilisten wurden als Soldaten verkleidet, um den Anschein einer größeren Garnison zu erwecken.
Am 6. Oktober traf die japanische Hauptstreitmacht von etwa 30.000 Mann ein, die sich in drei Gruppen aufteilte: Eine Division bezog Stellung auf einem nahegelegenen Berg vor dem Osttor, der auf die Festung herabblickte, eine zweite Gruppe lagerte in Gaegyeongwon vor dem Bomyeong-Turm und rückte von dort zum Osttor vor, während die dritte Einheit aus einer anderen Richtung sich dem Angriff auf den Bomyeong-Turm anschloss. Gleichzeitig eröffneten die japanischen Arkebusiere ein Dauerfeuer auf die Stadtmauern. In der Nacht errichteten sie provisorische Unterstände und entzündeten große Feuer, um ihre Kampfmoral zu stärken.
In derselben Nacht entsandte der koreanische Guerillaführer Gwak Jae-u Shim Dae-seung mit 200 Freiwilligen auf den Berg hinter der zweiten Angriffsgruppe. Dort zündeten sie Fackeln an und bliesen Kriegshörner, um den Feind zu verunsichern.
Am 7. Oktober setzten die Japaner ihren Beschuss der Festung mit Musketenkugeln und Pfeilen den gesamten Tag über fort.
Am 8. Oktober begannen sie ihren Großangriff und brachten Bambusleitern zur Erstürmung der Mauern zum Einsatz und dreistöckige Belagerungstürme, um über die Mauern hinwegzuschießen.
Kim Si-min setzte daraufhin die schwerste Artillerie seiner Truppen ein. Er ließ die Hyeonja-po (현자포, 玄字砲, drittgrößte Kanonengattung des Joseon-Militärs) abfeuern. Die Belagerungstürme der Japaner wurden mit langen Äxten und Glefen zerstört. Sie warfen ölgetränktes Stroh in den von den Angreifern mit Kiefernzweigen und Bambus gefüllten Festungsgraben und setzten es mit Schießpulver in Brand. Am Abend überfielen Jo Eung-do und Jeong Yu-gyeong mit 500 Soldaten einen japanischen Nachschubweg am Jinhyeon-Pass an.
Am 9. Oktober schlossen sich koreanische Verstärkungen aus Hapcheon und Jeolla aus der Umgebung dem Kampf an.
Am 10. Oktober, in der vierten Nachtwache (zwischen 1:00 und 3:00 Uhr morgens), starteten die Japaner einen letzten, groß angelegten Angriff. Sie griffen in zwei Hauptgruppen das Nord- und Osttor an und setzten Leitern ein, um die Mauern zu erklimmen.
Kim Si-min befehligte die Verteidigung nördlich des Osttors, während Seong Su-gyeong die Truppen am Ongseong (옹성, halbkreisförmiger Vorbau von Festungstoren) des Osttors kommandierte. Die Verteidiger verwendeten Pfeile, Steine, Jincheon-roe (진천뢰, 震天雷, „Himmel-erschütternder Donner“, zeitgezündete, gusseiserne Art Splittergranate), Jillyeo-po (질려포, 蒺藜砲, „Fußangel-Kanone“, Kanonen, die Kanistermunition oder Schrapnell-Ladungen abfeuerten), kochendes Wasser und glühende Strohballen, um sich zu verteidigen.
Die Nordseite wurde von Choi Deuk-ryang, einem ehemaligen Manho (Befehlshaber der Garnison), sowie dem Militärbeamten Yi Nul verteidigt.
Während der Schlacht wurde Kim Si-min an der Stirn von einer Musketenkugel getroffen und tödlich verwundet. Sein Tod wurde jedoch geheim gehalten, um die Moral der Verteidiger nicht zu schwächen. Yi Gwang-ak übernahm das Kommando und führte die Verteidigung fort.
Nach sieben Tagen schwerer Kämpfe zogen sich die japanischen Truppen endgültig zurück.

## Folgen
Die Belagerung von Jinju war die größte Niederlage, die die japanische Armee an Land seit Beginn des Konflikts hinnehmen musste. Sie erlitten etwa 10.000 Mann Verluste, verglichen mit 1.000 Koreanern. Diese Schlacht stoppte die Operationen in Korea durch die Japaner (die bereits 80 % des feindlichen Territoriums erobert hatten) und ermöglichte es den Koreanern, die Initiative in dem Konflikt zurückzugewinnen.
Der erzürnte Toyotomi Hideyoshi ordnete eine zweite Runde an und forderte nach dem Kopf von Kim Shi-min. Im folgenden Jahr griffen die Japaner erneut mit etwa 100.000 Mann an, während die Festung von etwa 6.000 Soldaten verteidigt wurde. Nach einer blutigen, 10-tägigen Erstürmung wurden die Verteidiger komplett überwältigt und zusammen mit der Zivilbevölkerung von etwa 20.000–30.000 Menschen massakriert. Die abgeschnittenen Nasen wurden als Trophäen nach Japan transportiert und in Monumenten wie der Mimizuka vergraben.